# Baptisten in Niger
Baptisten in Niger gibt es nachweislich seit 1929. Die Gründung der ersten Baptistengemeinden in diesem westafrikanischen, stark muslimisch geprägten Staat geht vor allem auf den Missionar Joseph McCaba (1899–1973) zurück. Die meisten Gemeinden sind in der Union des Églises évangéliques baptistes du Niger (englisch: Union of Evangelical Baptist Churches of Niger; deutsch: Union der evangelischen Baptistengemeinden Nigers) zusammengeschlossen.

## Geschichte
Das Missionarsehepaar McCaba reiste Ende der 1920er Jahre nach Niger aus und wählte 1929 die am Fluss Niger gelegene Stadt Niamey, seit 1960 Hauptstadt der Republik, zu seinem Wohnsitz. Unterstützt wurden sie durch die Evangelical Baptist Missions (EBM), eine Missionsgesellschaft, die ein Jahr zuvor vom Afrikamissionar Edward Drew sowie sechs Mitgliedern der Madison Avenue Baptist Church in Paterson/New Jersey gegründet worden war.

### Bibelübersetzung
Die Arbeit des Ehepaares McCaba konzentrierte sich zunächst auf die südwestliche Region des damals französischen Territoriums, vor allem auf die dort lebenden Angehörigen des Zarma-Volkes. Joseph McCaba begann gleich nach seiner Ankunft mit der Übersetzung des Neuen Testaments in die Zarma-Sprache, die 1955 vollendet wurde. Im Jahr 1954 trat die Sprachwissenschaftlerin Arlene Spurlock dem Übersetzerteam bei. Sie besorgte eine Revision des McCaba-Übersetzung sowie eine Übersetzung der alttestamentlichen Schriften, die 1989 zum Abschluss kam. Seit 1990 gibt es eine vollständige Zarma-Bibel.

### Mission und Gemeindeaufbau
Die Missionsarbeit der EBM wurde in den vergangenen Jahrzehnten durch verschiedene Umstände stark behindert. Durch Krankheiten und tödliche Unfälle verlor sie eine Reihe von Mitarbeitern. Auch der Widerstand des muslimischen Umfelds blockierte die Aufbauarbeit. Unter den 68 Kirchen, die in Niger 2015 durch die islamistische Terrororganisation Boko Haram niedergebrannt worden sind, waren auch zwei baptistische Gemeindezentren. Dennoch gelang es, in Zusammenarbeit mit der EBM bis 2023 insgesamt 41 Gemeinden mit über 5000 gläubig getauften Mitgliedern zu gründen. Noch 1995 gab es in Niger lediglich acht Baptistengemeinden mit etwa 600 Mitgliedern. Die Zahlen beziehen sich auf den nationalen Bund der Baptistengemeinden Nigers. Für die Anzahl der Kirchen und Mitglieder der wenigen independenten Gemeinden gibt es keine belastbaren Quellen.

## Organisation
Die Union des Églises évangéliques baptistes du Niger gehört seit 2023 zum Baptistischen Weltbund und innerhalb dieser Organisation zum kontinentalen Verbund All Africa Baptist Fellowship (AABF), der in vier Regionen untergliedert ist. Die Baptisten in Niger gehören zur westafrikanischen Region des AABF.
Neben Evangelisation, Gemeindegründung, Verbreitung christlicher Literatur betreibt der nationale Baptistenbund in Niger auch eine Grundschule in der Landeshauptstadt sowie eine Abendbibelschule für die Aus- und Weiterbildung vollzeitlicher und ehrenamtlicher Mitarbeiter und Mitarbeiterinnen.